# ニュースな晩餐会
『ザワつく!?ウィークエンドTV ニュースな晩餐会』（ザワつく ウィークエンドティーヴィー ニュースなばんさんかい）は、フジテレビ系列で2014年10月26日から2015年8月9日まで毎週日曜日の19:58 - 20:54（JST）に放送されていた情報バラエティ番組。
フジテレビの日曜20時枠で情報番組が放送されるのは、1988年4月 - 9月放送の『ニュースバスターズ』以来、実に26年半振り。また田中みな実はTBS退社後フリーアナウンサーとして初のレギュラー番組でもある。
スタート当初から2015年3月8日までの番組タイトルは『ニュースな晩餐会』だったが、2015年4月19日からは『ザワつく!?ウィークエンドTV ニュースな晩餐会』（通称『ザワつく!?TV』）と改題リニューアルした。

## 概要
最近巷にあふれる様々なニュースを「メインディッシュ」にし、本当に興味を持てる話題を特にクローズアップして、他の報道番組とは違った、番組独自の角度からその問題点について、有識者による「晩餐会」（討論）を展開。出演する有識者はその道の専門家のほか、俳優、文化人、外人タレント、おネエ系タレントなど幅広い分野から招かれた。
2015年4月19日放送分からは『ザワつく!?ウィークエンドTV ニュースな晩餐会』として大幅リニューアルされた。
番組自体は初回から2014年12月7日放送分までは毎週放送されたものの、その後は19:00または19:58からの2時間&3時間特番のため度々休止されていた。
視聴率は開始当初から低迷しており、2015年6月28日放送の視聴率は3.8%と番組最低を記録した。
2015年8月9日の放送を最後に、『FIVBワールドカップバレーボール2015』中継などの特番で休止が続き、同年10月4日より、日曜19:00からの3時間枠をレギュラー番組として単発枠『日曜ファミリア』を新設することが決まったため、本番組は2015年8月9日をもって打ち切られた形とされているが、フジテレビの公式サイトでは、「放送終了」とは記されず、調整中となっていた。なお、司会の田中は、2015年10月から加藤浩次と司会を務める新番組『巷のリアルTV カミングアウト!』を金曜19時台で開始した。

## 出演者
MC
- 渡部建（アンジャッシュ）
- 田中みな実（フリーアナウンサー）

主宰者
- 美輪明宏

パネラー
- ヒロミ
- 伊集院光
- 優木まおみ

## 放送リスト
ニュースな晩餐会
| 回 | 放送日          | 内容                                                       | ゲスト | 備考 | 視聴率 |
| -- | --------------- | ---------------------------------------------------------- | --- | ---- | ------ |
| 1  | 2014年 10月26日 | 次の大地震はいつ!?専門家と大激論                           | IVAN、尾上松也、澤部佑（ハライチ）、市川春猿、徳光和夫、YOU、石原良純、あびる優、鈴木奈々、手島優、井上公造                                     |      | 9.2%   |
| 2  | 11月2日         | 尾木ママVS宿題代行業者!なべやかん大学替え玉受験を語る!     | 井出卓也、千原せいじ（千原兄弟）、波乃久里子、薬丸裕英、YOU、尾木直樹、なべやかん、八田亜矢子、IZAM、川合俊一、SHELLY、IVAN、澤部佑（ハライチ） |      | 4.7%   |
| 3  | 11月9日         | 3日後あなたも裁判員?経験者が守秘義務ギリで語る             | 高橋英樹、井森美幸、YOU、小籔千豊、澤部佑（ハライチ）、IVAN、KENTA、小穴浩司                                                                    |      | 5.7%   |
| 4  | 11月16日        | 呪い代行業者の驚きの実態を暴く                             | IVAN、梅沢富美男、遠藤章造（ココリコ）、KENTA、ダレノガレ明美、的場浩司、鈴木光司、鳥居みゆき、岸博幸、井上公造                                 |      | 6.2%   |
| 5  | 11月23日        | 本物か?ニセモノか?最新UFO映像を科学の力で徹底解析!         | IVAN、伊集院光、市川春猿、千秋、千原せいじ（千原兄弟）、徳光和夫、ふかわりょう                                                                  |      | 5.4%   |
| 6  | 11月30日        | あなたのスマホが危ない!悪質ハッキングの手口&対処法を公開   | 市川春猿、岸博幸、KENTA、小籔千豊、高橋茂雄（サバンナ）、千秋、ホラン千秋、眞鍋かをり、宮崎哲弥、吉川美代子                                     |      | 7.5%   |
| 7  | 12月7日         | 次の大地震はいつ来るのか?専門家激論!緊急地震予知SP!        | 遠藤章造（ココリコ）、徳光和夫、ヒロミ、優木まおみ、吉川美代子                                                                                  |      | 7.0%   |
| 8  | 1月25日         | スマホが危ない!恐怖の電子マネースリ                        | 伊集院光、竹田恒泰、ヒロミ、優木まおみ |      | 6.1%   |
| 9  | 2月1日          | 緊急火山SP!迫る大噴火の恐怖…地震で活発化?最悪シナリオ      | 伊集院光、竹田恒泰、ヒロミ、優木まおみ |      | 7.7%   |
| 10 | 2月8日          | 緊急取材!シニア婚活最前線!総勢200名!?大婚活パーティー潜入! | 伊集院光、ヒロミ、優木まおみ、田山涼成、寺島しのぶ                                                                                              |      | 6.3%   |
| 11 | 2月22日         | 日本でも起こる…異常現象!カメラがとらえた恐怖の瞬間映像集   | 伊集院光、竹田恒泰、ヒロミ、優木まおみ |      | 8.9%   |
| 12 | 3月1日          | 借金・横領・自殺願望…ギャンブル依存10名が激白!転落人生     | 伊集院光、ヒロミ、優木まおみ、宮川一朗太 |      | 5.6%   |
| 13 | 3月8日          | 激撮!悪質ストーカーの恐怖                                  | 伊集院光、竹田恒泰、ヒロミ、優木まおみ |      | 9.2%   |

ザワつく!?ウィークエンドTV ニュースな晩餐会
| 回 | 放送日         | 内容                         | ゲスト                                     | 備考 | 視聴率 |
| -- | -------------- | ---------------------------- | ------------------------------------------ | ---- | ------ |
| 14 | 2015年 4月19日 | 今夜は衝撃ミステリーSP!      | 浅田舞、伊集院光、ヒロミ、ホラン千秋       |      | 9.3%   |
| 15 | 4月26日        | 小学生が麻薬の運び屋に…?     | 浅田舞、伊集院光、ヒロミ、ホラン千秋       |      | 4.0%   |
| 16 | 5月17日        | 人体を透視!?超能力?美女!     | 伊集院光、ヒロミ、菊地亜美、RIKACO         |      | 7.0%   |
| 17 | 5月31日        | 整形依存&ガリガリに憧れた女  | ヒロミ、伊集院光、秋元梢、IMALU            |      | 7.9%   |
| 18 | 6月21日        | ドライブレコーダーが見た衝撃 | ヒロミ、伊集院光、押切もえ、マリエ         |      | 7.7%   |
| 19 | 6月28日        | 夏こそ危険!?火災ミステリー   | ヒロミ、伊集院光、堀ちえみ、高橋ユウ       |      | 3.8%   |
| 20 | 8月9日         | 真夏の“最恐"心霊動画SP       | 伊集院光、おのののか、鈴木ちなみ、島田秀平 |      | 4.6%   |

## スタッフ
- 企画：太田大・出樋昌稔（2人共フジテレビ）
- ナレーター：LiLiCo、あおい洋一郎
- 構成：鈴木おさむ
- 作家：矢部聡、福岡ナヲト、興津豪乃、平和紘、キシモトジュン太、木野聡
- リサーチ：リベラス
- TP：中市友（共同テレビ）
- TD／SW：上村克志（共同テレビ）
- カメラ：八柄哲（共同テレビ）
- VE：佐藤光（共同テレビ）
- 音声：村脇昭一（共同テレビ）
- 照明：樽橋秀満
- 美術プロデューサー：木村聡宏
- デザイン：邨山直也（フジテレビ）
- 美術進行：横山勇
- 大道具制作：卜部徹夫
- 大道具操作：山本和成
- アクリル装飾：堀内重彰、松本健
- 電飾システム：後藤佑介
- 装飾：武田正邦
- ヘアメイク：水落万里子
- タイトルデザイン：吉良進太郎
- CGプロデューサー：加藤誠
- CGデザイン：小菅祐樹
- 編集：橋上憲二、村上和哉、福井健太、菊地優太
- MA：内田昭弘、佐藤浩二、細川健太郎、小梶雄介
- 音響効果：石川良則
- 技術協力：fmt、STUDIO Welt、SPOT、パークグラフィックス
- 美術協力：フジアール
- 協力：プラモ、T・ZONE、ライス、コスモ・スペース、ノスコ・コンフィデンシャル
- 広報：山本麻祐子（フジテレビ）
- 広告宣伝：手塚朝美（フジテレビ）
- TK：本田悦子
- AD：川添光由、平出悠太、山元浩貴、中西ひかり、徳地旬也、高橋宏美、今井志帆、山下元貴
- AP：長谷山純子、本山ひかる
- FD：鈴木圭介
- ディレクター：三脇えり奈、佐々木文恵、和泉大樹（T・ZONE）、松澤祐介（共同テレビ）、亀田剛（かめハウス）、高橋優介、西岡奈美、小林恭寛、安達敏春（共同テレビ）、牛山淳志・中山建治（nosco）、宮部智泰、本山文隆
- 演出：渡邊美香（共同テレビ）、小林浩太郎、谷田磨隆（nosco）、中原芳
- スタジオ演出：椎葉宏治（ラッキーぱんだ）
- プロデューサー：高宮一徳（共同テレビ）／松村隆（プラモ）、及川博則（ライス）、渡邊美香（共同テレビ）、橋本瑞枝（nosco）
- チーフプロデューサー：坂口和之進（共同テレビ）
- 制作協力：共同テレビ
- 制作著作：フジテレビ

### 過去のスタッフ
- 編成企画：赤池洋文（フジテレビ）
- ナレーター：増田晋
- 作家：川島浩司、板坂尚、金森直哉、酒井健作、安部裕之、田中利明、デーブ八坂
- 照明：安藤雄郎
- 美術プロデューサー：木村文洋
- マルチ：野上晃如
- タイトル：岩崎光明
- 編集：石井公二、藤本麻衣子
- MA：土屋信
- 音響効果：星裕介
- 技術協力：IMAGICA、4-Legs
- 演出協力：HiHo-TV、VAMP、J-Associates、モンスターゾーン、ジョイマン
- 広告宣伝：鈴木良子（フジテレビ）
- AD：浅川拓哉
- AP：梶山智未、麻野とも子（VAMP）
- 編集ディレクター：岩下英生（HiHo-TV）
- ディレクター：三宅佑治（HiHo-TV）、中沢剛（dotframe）、清水悠貴（D:COMPLEX）、武富博志（J-Associates）、名取克昌、渡辺修平、永井洋之、広田剛己、瀬戸宏章、曽我和隆（PLATFORM）、大谷一生／澤田親宏（SLASH creative）、次郎垣内保（クリーク・アンド・リバー社）
- 演出：神尾昌宏（D:COMPLEX）、武島義之（フリー）、河井二郎（共同テレビ）
- 総合演出：疋田雅一（HiHo-TV）
- プロデューサー：古賀太隆（D:COMPLEX）、河本和美（J-Associates）、富田好美、村山学・坪井理紗（2人共モンスターゾーン）
- 制作協力：D:COMPLEX

## テーマ曲
- 『ニュースな晩餐会』時代は、『ペール・ギュント』第1組曲 作品46「第4曲 山の魔王の宮殿にて」（作曲 - エドヴァルド・グリーグ）から、クライマックスとなる後半部を使用。

## ネット局
| 放送対象地域   | 放送局                    | 系列           | 放送時間           | 遅れ       |
| -------------- | ------------------------- | -------------- | ------------------ | ---------- |
| 関東広域圏     | フジテレビ（CX）          | フジテレビ系列 | 日曜 19:58 - 20:54 | 【制作局】 |
| 北海道         | 北海道文化放送（uhb）     | フジテレビ系列 | 日曜 19:58 - 20:54 | 同時ネット |
| 岩手県         | 岩手めんこいテレビ（mit） | フジテレビ系列 | 日曜 19:58 - 20:54 | 同時ネット |
| 宮城県         | 仙台放送（OX）            | フジテレビ系列 | 日曜 19:58 - 20:54 | 同時ネット |
| 秋田県         | 秋田テレビ（AKT）         | フジテレビ系列 | 日曜 19:58 - 20:54 | 同時ネット |
| 山形県         | さくらんぼテレビ（SAY）   | フジテレビ系列 | 日曜 19:58 - 20:54 | 同時ネット |
| 福島県         | 福島テレビ（FTV）         | フジテレビ系列 | 日曜 19:58 - 20:54 | 同時ネット |
| 新潟県         | 新潟総合テレビ（NST）     | フジテレビ系列 | 日曜 19:58 - 20:54 | 同時ネット |
| 長野県         | 長野放送（NBS）           | フジテレビ系列 | 日曜 19:58 - 20:54 | 同時ネット |
| 静岡県         | テレビ静岡（SUT）         | フジテレビ系列 | 日曜 19:58 - 20:54 | 同時ネット |
| 富山県         | 富山テレビ（BBT）         | フジテレビ系列 | 日曜 19:58 - 20:54 | 同時ネット |
| 石川県         | 石川テレビ（ITC）         | フジテレビ系列 | 日曜 19:58 - 20:54 | 同時ネット |
| 福井県         | 福井テレビ（FTB）         | フジテレビ系列 | 日曜 19:58 - 20:54 | 同時ネット |
| 中京広域圏     | 東海テレビ（THK）         | フジテレビ系列 | 日曜 19:58 - 20:54 | 同時ネット |
| 近畿広域圏     | 関西テレビ（KTV）         | フジテレビ系列 | 日曜 19:58 - 20:54 | 同時ネット |
| 鳥取県・島根県 | 山陰中央テレビ（TSK）     | フジテレビ系列 | 日曜 19:58 - 20:54 | 同時ネット |
| 岡山県・香川県 | 岡山放送（OHK）           | フジテレビ系列 | 日曜 19:58 - 20:54 | 同時ネット |
| 広島県         | テレビ新広島（tss）       | フジテレビ系列 | 日曜 19:58 - 20:54 | 同時ネット |
| 愛媛県         | テレビ愛媛（EBC）         | フジテレビ系列 | 日曜 19:58 - 20:54 | 同時ネット |
| 高知県         | 高知さんさんテレビ（KSS） | フジテレビ系列 | 日曜 19:58 - 20:54 | 同時ネット |
| 福岡県         | テレビ西日本（TNC）       | フジテレビ系列 | 日曜 19:58 - 20:54 | 同時ネット |
| 佐賀県         | サガテレビ（sts）         | フジテレビ系列 | 日曜 19:58 - 20:54 | 同時ネット |
| 長崎県         | テレビ長崎（KTN）         | フジテレビ系列 | 日曜 19:58 - 20:54 | 同時ネット |
| 熊本県         | テレビくまもと（TKU）     | フジテレビ系列 | 日曜 19:58 - 20:54 | 同時ネット |
| 鹿児島県       | 鹿児島テレビ（KTS）       | フジテレビ系列 | 日曜 19:58 - 20:54 | 同時ネット |
| 沖縄県         | 沖縄テレビ（OTV）         | フジテレビ系列 | 日曜 19:58 - 20:54 | 同時ネット |

## 不祥事
2015年3月8日に放送された『激撮!悪質ストーカーの恐怖』で、食品工場を舞台にしたストーカー事件と社内いじめを放送。この日の放送では被害者へのインタビューや取材協力者から提供された実際の映像をもとにした再現ドラマを放送し、事件に関する登場人物や地名などはすべて仮名とした。
これに対し、ストーカー行為をしたとされる男性は「会社の駐車場であることが会社の人間が見れば分かると思われ、自分が乗用している車種であることが容易にわかる内容」「会社には40歳前後で中年太りなのは自分しかいなく自分と特定されてしまう。特定されてしまった上に内容が事実と大きく異なる」「番組放送前にこの事件の関係者と思われる人がテレビに取り上げられ、従業員にストーキングしている人物が自分であるということを広められ、また犯罪行為をしたということが関係会社にもばれてしまったので、会社を退職せざるを得なくなった」として放送倫理・番組向上機構の放送人権委員会に審査を申し立て、同年6月16日の第221回委員会にて同内容の審議入りが決定した。なお、この内容をめぐっては再現ドラマでいじめの首謀者でストーカー行為を指示したとされた女性も「取材は被害者の一方のみ、加害者の調査は一切していない」「放送前に同社での事件が会社内等に知れ渡り、その後の放送により申立人及び家族が精神的ダメージを受けた」として同委員会に審査を申し立て、同年5月19日の第220回委員会にて同内容の審議入りが決定している。
これに対し、フジテレビは男性の申し立てについて「本番組は、特定人物や事件について報道するものではなく、ストーカー被害という問題についてあくまでも一例を伝えるという目的で、事実を再構成して伝える番組である」など、放送によって人物が特定されて第三者に認識されるものではなく、「従って、本番組の放送により特定人物の名誉が毀損された事実はなく、訂正放送等の必要はない」と反論し、男性の退職の原因についても「本番組及びその放送自体ではなく、本番組で申立人所属の会社のことが放送される旨会社の内外で流布されたこと、及び申立人自身も自認していると推察されるストーキング行為自体が起因している」と主張。女性の申し立てについても「本番組は特定人物や事件について報道するものではなく、事実を再構成して伝える番組であり、取材した映像・音声・内容を加工や変更を加えることで、本件番組の放送によって人物が特定されないよう配慮している」「本番組を放送したことによって人物が特定されて第三者に認識されるものではない。従って、本件番組の放送により特定の人物の名誉が毀損された事実はなく、訂正放送等の必要はない」と反論した。
翌2016年2月15日に放送人権委員会は「名誉を毀損する人権侵害があった」とする委員会決定を通知し、記者会見で委員会決定を公表した。同委員会は女性側からの申し立てについて、被害者側への取材のみに頼った番組内容を「真実とは認められない」と認定。警察や関係者への十分な裏付け取材を行わなかったことも問題視し、放送後、申立人からの苦情に真摯（しんし）に対応しなかったことを「放送倫理上の問題がある」とした。その一方で男性も申し立てについては「真実と認められる」として人権侵害を認めなかったが、名誉やプライバシーへの配慮に欠けていたとし、「放送倫理上の問題がある」とする見解をまとめた。
なお、上記の決定を受けてフジテレビは「勧告、見解を真摯に受け止め、今後視聴者の皆様に信頼される番組制作及び放送に努めてまいります」とのコメントを発表し、26日に開催された亀山千広代表取締役社長（現：BSフジ代表取締役社長）の定例会見でも「本当に重く受け止めるべきものだと思っている。報道ではなくても、事実に基づいて再構成する番組のあり方はそういう番組を作っちゃいけないというわけではないが、最大限配慮するべきということだと思う。バラエティーとはいえ、事実への向き合い方が不十分であった。イマジネーション、想像力がかけていたと思われてもその通りだと思う。演出力、取材が足りていない、稚拙さが伝わった」「ご迷惑おかけした方には視聴者も含めて、お詫び申し上げたい」と謝罪した。